# Condado de Rzeszów
El condado de Rzeszów (en polaco: powiat rzeszowski) es una unidad de administración territorial y gobierno local (powiat) en Voivodato de Subcarpacia, sureste de Polonia. Entró en vigor el 1 de enero de 1999, como resultado de las reformas del gobierno local polaco aprobadas en 1998. Su sede administrativa es la ciudad de Rzeszów, aunque la ciudad no forma parte del condado ( constituye una ciudad condado separada). El condado contiene seis ciudades: Dynów, 28 km (17 mi) al sureste de Rzeszów, Boguchwała, 8 km (5 mi; 5 mi) al suroeste de Rzeszów, Głogów Małopolski, 16 km (10 mi) al norte de Rzeszów, Sokołów Małopolski, 24 km (15 mi) al norte de Rzeszów, Tyczyn, 8 km (5 mi) al sur de Rzeszów y  Błażowa, 17 km (11 mi) al sureste de Rzeszów.
El condado cubre un área de 1218,8 kilómetros cuadrados (470,6 mi²). En 2019, su población total es de 168.614, de los cuales la población de Boguchwała es 6.179, la de Głogów Małopolski es 6.654, la de Sokołów Małopolski es 4.193, la de Tyczyn es 3.824, la de Błażowa es 2.139 y la población rural es 139.496.

## Condados vecinos
Además de la ciudad de Rzeszów, el condado de Rzeszów también limita con el Condado de Nisko al norte, el Condado de Leżajsk al noreste, el Condado de Łańcut, el Condado de Przeworsk y Condado de Przemyśl al este, Condado de Brzozów al sur, Condado de Strzyżów al suroeste, Condado de Ropczyce-Sędziszów al oeste, y Condado de Kolbuszowa al noroeste.

## División administrativa
El condado se subdivide en 14 gminas (una urbana, cinco urbano-rural y ocho rurales). Estos se enumeran en la siguiente tabla, en orden descendente de población.
| Gmina                                   | Tipo         | Área (km2) | Población (2019) | Asiento            |
| Gmina Trzebownisko                      | rural        | 90.5       | 22,077           | Trzebownisko       |
| Gmina Boguchwała                        | urbano-rural | 88.9       | 20,674           | Boguchwała         |
| Gmina Głogów Małopolski                 | urbano-rural | 142.3      | 19,558           | Głogów Małopolski  |
| Gmina Sokołów Małopolski                | urbano-rural | 134.0      | 17,278           | Sokołów Małopolski |
| Gmina Świlcza                           | rural        | 106.6      | 16,120           | Świlcza            |
| Gmina Krasne                            | rural        | 39.1       | 11,393           | Krasne             |
| Gmina Błażowa                           | urbano-rural | 112.7      | 10,804           | Błażowa            |
| Gmina Tyczyn                            | urbano-rural | 53.7       | 10,414           | Tyczyn             |
| Gmina Hyżne                             | rural        | 50.9       | 7,063            | Hyżne              |
| Gmina Dynów                             | rural        | 119.0      | 6,913            | Dynów *            |
| Gmina Chmielnik                         | rural        | 52.9       | 6,899            | Chmielnik          |
| Gmina Kamień                            | rural        | 73.2       | 6,855            | Kamień             |
| Gmina Lubenia                           | rural        | 54.9       | 6,437            | Lubenia            |
| Dynów                                   | urbano       | 24.4       | 6,129            |                    |
| * el asiento no forma parte de la gmina |              |            |                  |                    |